# 財政部中區國稅局
財政部中區國稅局為中華民國財政部所屬機構，成立於1992年。專門掌管台灣中部地區的國稅稽徵業務；服務項目有營利事業所得稅、綜合所得稅、營業稅、遺產及贈與稅、貨物稅、菸酒稅、特種貨物及勞務稅、證券交易稅、期貨交易稅、稅務行政。

## 沿革
- 1992年7月1日，財政部依照行政院指示及立法院財政委員會決議，將委託臺灣省政府各地稅捐稽徵處代徵之國稅收回自徵，成立「財政部臺灣省中區國稅局」；9月1日正式運作。
- 2013年1月1日，更名為「財政部中區國稅局」。
- 2023年1月16日，配合財政部組織調整，內部單位由10「科」整併為6「組」。

## 歷任局長
1. 朱正雄
2. 楊重華
3. 許虞哲
4. 鄭宗典
5. 趙榮芳
6. 鄭義和
7. 阮清華
8. 許慈美
9. 蔡碧珍
10. 宋秀玲
11. 吳蓮英
12. 樓美鐘

## 組織
置局長一人，除副局長（一人）、主任秘書，下有分局長秘書、稽核等。分5室6組、6分局13稽徵所。

### 局本部
- 綜合行政組
- 徵收及資訊組
- 營所稅組
- 綜所遺贈稅組
- 銷售稅組
- 法務組
- 秘書室
- 人事室
- 會計室
- 監察室
- 政風室

### 分局、稽徵所及其轄區
苗栗縣
- 苗栗分局：苗栗市、頭屋鄉、銅鑼鄉、西湖鄉、三義鄉、通霄鎮、苑裡鎮、大湖鄉、卓蘭鎮、泰安鄉、獅潭鄉、公館鄉、後龍鎮
- 竹南稽徵所：竹南鎮、頭份市、南庄鄉、三灣鄉、造橋鄉

臺中市
- 臺中分局：西屯區、南屯區
- 豐原分局：豐原區、潭子區、神岡區、大雅區、后里區
- 民權稽徵所：西區、中區、北區
- 大智稽徵所：東區、南區
- 東山稽徵所：北屯區
- 大屯稽徵所：大里區、太平區、霧峰區、烏日區
- 東勢稽徵所：東勢區、新社區、石岡區、和平區
- 沙鹿稽徵所：沙鹿區、大甲區、梧棲區、清水區、龍井區、外埔區、大安區、大肚區

南投縣
- 南投分局：南投市、中寮鄉、草屯鎮、名間鄉、集集鎮、水里鄉、信義鄉
- 埔里稽徵所：埔里鎮、國姓鄉、魚池鄉、仁愛鄉
- 竹山稽徵所：竹山鎮、鹿谷鄉

彰化縣
- 彰化分局：彰化市、鹿港鎮、和美鎮、伸港鄉、線西鄉、福興鄉、秀水鄉、花壇鄉、芬園鄉
- 員林稽徵所：員林市、田中鎮、溪湖鎮、社頭鄉、二水鄉、永靖鄉、埔心鄉、埔鹽鄉、大村鄉
- 北斗稽徵所：北斗鎮、二林鎮、溪州鄉、竹塘鄉、田尾鄉、埤頭鄉、大城鄉、芳苑鄉

雲林縣
- 雲林分局：斗六市、西螺鎮、斗南鎮、古坑鄉、大埤鄉、莿桐鄉、林內鄉
- 虎尾稽徵所：虎尾鎮、麥寮鄉、土庫鎮、褒忠鄉、二崙鄉、東勢鄉、崙背鄉、台西鄉
- 北港稽徵所：北港鎮、元長鄉、四湖鄉、口湖鄉、水林鄉

## 外部連結
- （繁體中文）（英文）財政部中區國稅局